# 鳥原町
鳥原町（とりはらちょう）は、愛知県瀬戸市品野連区の町名。丁番を持たない単独町名である。

## 地理
- 瀬戸市の中央部に位置する[8]。西を窯町、北を品野町・中品野町・井山町、東を岩屋町、南を針原町・馬ケ城町と隣接している[8]。
- 南部を流れる鳥原川沿いは水田地帯[8]。
- 北部は三国山から続く低山性丘陵で、集落はその南麓線に沿って立地する[8]。
- 鳥原橋近くの秋葉神社跡地に鳥原会館があり、石仏も集められている[8]。

### 河川
- 鳥原川（水野川支流）[8] ： 町の中央部を東西に貫くように西流している。
- 南鳥原川（鳥原川支流） ： 町の西端、窯町との町境を北流している。

### 池沼
- 陳田池 ： 町の南部にある。
- 荒子池 ： 町の東部、東海環状自動車道沿いにある。

### 学区
市立小・中学校に通う場合、学区は以下の通りとなる。また、公立高等学校普通科に通う場合の学区は以下の通りとなる。
| 番・番地等                                             | 小学校               | 中学校             | 高等学校 |
| ------------------------------------------------------ | -------------------- | ------------------ | -------- |
| 905〜908番地、913〜925番地、 965番地、966番地、968番地 | 瀬戸市立下品野小学校 | 瀬戸市立品野中学校 | 尾張学区 |
| 上欄以外の地域                                         | 瀬戸市立品野台小学校 | 瀬戸市立品野中学校 | 尾張学区 |

## 歴史

### 町名の由来
地元を流れる鳥原川からとったものである。鳥原の地名は、行基が聖武天皇の病気平癒を記念して、3体の仏像を彫刻して石室に安置した際、野鳥が木の実をくわえて宝前に供えたという伝説による。

### 沿革
- 1965年（昭和40年）5月1日 - 瀬戸市大字中品野字鳥原・井山・五反田・引越の各一部と字花ノ木・小枝・八幡前・庄洞・勝ヶ洞の各全域、同市大字下品野字東山・九反田・境井の各一部により、同市鳥原町として成立[2]。

## 世帯数と人口
2025年（令和7年）1月1日現在の世帯数と人口は以下の通りである。
| 町丁   | 世帯数 | 人口  |
| ------ | ------ | ----- |
| 鳥原町 | 85世帯 | 194人 |

### 人口の変遷
国勢調査による人口の推移
| 1995年（平成7年）  | 256人 | [ 12 ] |  |
| 2000年（平成12年） | 223人 | [ 13 ] |  |
| 2005年（平成17年） | 202人 | [ 14 ] |  |
| 2010年（平成22年） | 190人 | [ 15 ] |  |
| 2015年（平成27年） | 162人 | [ 16 ] |  |
| 2020年（令和2年）  | 174人 | [ 17 ] |  |

### 世帯数の変遷
国勢調査による世帯数の推移。
| 1995年（平成7年）  | 81世帯 | [ 12 ] |  |
| 2000年（平成12年） | 74世帯 | [ 13 ] |  |
| 2005年（平成17年） | 65世帯 | [ 14 ] |  |
| 2010年（平成22年） | 71世帯 | [ 15 ] |  |
| 2015年（平成27年） | 60世帯 | [ 16 ] |  |
| 2020年（令和2年）  | 70世帯 | [ 17 ] |  |

## 交通

### 鉄道
町内に鉄道は走っていない。最寄り駅は名鉄瀬戸線尾張瀬戸駅になる。

### バス
瀬戸市コミュニティバス「岩屋堂線」
- 道の駅しなの - しなのバスセンター - 岩屋堂 系統 ： 鳥原町東バス停・鳥原町中バス停・鳥原町西バス停・鳥原橋バス停

- 鳥原町東バス停
- 鳥原町中バス停
- 鳥原町西バス停
- 鳥原橋バス停

### 道路
- 東海環状自動車道 ： 町の東部を南北に通っている[注釈 1]。
- 愛知県道22号瀬戸環状線 ： 町の西部、窯町との町境付近を南北に通っている。

## 施設
- 八幡神社[8] ： 中央部山腹に鎮座している[8]。祭神は誉田別命で、創建など由緒は不明[18]。境内社に津島社、神明社、源太社がある[18]。
- とりはらデイサービスセンター ： 2003年（平成15年）2月に事業を開始した通所介護施設[19]。医療法人宏和会が運営している[20]。

- 八幡神社

## その他

### 日本郵便
- 郵便番号 : 480-1216[6]（集配局：瀬戸郵便局[21]）。